# Argyroploce mengelana
Argyroploce mengelana is een vlinder uit de familie bladrollers (Tortricidae). De wetenschappelijke naam is voor het eerst geldig gepubliceerd in 1894 door Fernald.
De soort komt voor in Europa.